# Dolores Gonzales
Dolores Gonzales  (Sonora, México, 6 de junio de 1907– California, Estados Unidos, 1994) era una diseñadora de moda mexicana establecida en Tucson, Arizona. Fue conocida por haber mezclado prendas tradicionales mexicanas y de los nativos norteamericanos para crear ropa de crucero que sería conocida como vestidos patio (o con el peyorativo vestido de piel roja).
Fundó la compañía Dolores Resort Wear que manufacturaba vestidos para el mercado estadounidense y se vendían en tiendas de lujo en todo el país. Su icónico diseño fue copiado por otros diseñadores de la región y pronto se convirtió en el símbolo de la moda regionalista de mediados del siglo XX en el Suroeste americano. El vestido se convirtió en el vestido oficial del Square dance.

## Vida
Nació en el estado de Sonora el 6 de junio de 1907. Migró a Douglas, Arizona con su familia en 1911 huyendo de la Revolución mexicana.
Se mudó a Los Ángeles en 1920 y empezó a trabajar en Phiffer's como asistente de diseñador, su trabajo consistía en seleccionar colores, ribetes y telas. Trabajó allí durante 17 años. En 1929, se casó con Leo Gonzales y en 1938, la familia Gonzáles se mudó a Tucson. La hermana de Gonzales, Maria, abrió una tienda de vestidos llamada Irene Page. Pese a que Irene Page comenzó vendiendo ropa Prêt-à-porter para mujer, pronto, María Gonzales empezó a experimentar con faldas "escoba" (un tipo de falda larga plisada que suele llegar a los tobillos).
Gonzales y su hermano Richard Barcelo compraron Irene Page después de la Segunda Guerra Mundial cuándo Maria se casó y se mudó de estado. En 1941, la tienda empezó a hacer sus propios vestidos y cambió su nombre a Dolores Shop. Todos los vestidos de Gonzales se hacían en una casa convertida en fábrica en West Council Street.  En 1954, el Arizona Daily Star informó que la fábrica de Gonzales creaba 60 vestidos al día. En 1962, Barcelo convenció a Gonzales de cerrar su tienda, poniendo fin a la tendencia de vestidos patio.
De acuerdo con el hijo de Dolores, Lee Gondolas, la tienda recibía pedidos de todo el mundo y tenían outlets en Los Ángeles, Chicago, San Luis y Nueva York. En 1956 un reportero de Los Angeles Times la apodó "La Dior del Desierto".  En su tiempo, las principales tiendas departamentales mandaban compradores a la tienda de Dolores para adquirir vestidos que se vendían entre 100 y 300 dólares (de 800 a 2400 dólares actuales), en alguna ocasión recibió una oferta de J.C. Penney para vender su ropa en sus tiendas pero Gonzales la rechazó. Se sabe también que famosas como Mamie Eisenhower, Pat Nixon y Cyd Charisse le compraron vestidos.
Finalmente, Dolores falleció en julio de 1994 en California.

## Exposiciones
- Dolores Gonzáles Resort Wear, Sosa-Carrilo Frémont House, Arizona, Estados Unidos, 2019.[7]